# Gerardo Sereni
Gerardo Sereni, noto anche con lo pseudonimo di Gerardo da Bologna (Bologna, 1255 – Avignone, 17 aprile 1317), è stato un religioso e teologo italiano, priore generale dei Carmelitani prima della Riforma teresiana e teologo scolastico, anticipatore di posizioni del Concilio Vaticano II sulla Redenzione universale..

## Biografia
Gerardo Sereni nacque quasi certamente nel 1255. Fu professore alla Sorbona. Nel 1297 venne eletto priore generale dell'Ordine Carmelitano, allora non ancora diviso in Antica Osservanza e Riformati ossia Carmelitani Scalzi.
In questo incarico spese metà della sua vita: tenendo Capitoli, fondando conventi, raccogliendo tutte le Costituzioni dell'Ordine in un'unica opera. Morì ad Avignone nel 1317.

### Pensiero teologico
Gerardo, tra il 1295 e il 1297, nel corso del breve magistero teologico, ebbe modo di esprimere le sue personali posizioni sulle questioni al tempo maggiormente dibattute. Utilizzò il metodo della quaestio disputata cioè del pubblico dibattito tra maestro e colleghi.
Egli distinse la teologia in sapienza e scienza, assegnando come oggetto della teologia-sapienza le realtà eterne, e come oggetto della teologia-scienza le realtà temporali che sono in relazione con l'umanità di Cristo. Questa posizione risulta molto originale per l'epoca ed è stata approfondita negli anni sessanta del secolo scorso. Poiché Cristo si rivela all'uomo come Capo del Corpo mistico (formato da Cristo uomo-Dio e dagli uomini redenti) la salvezza si estende anche a chi vive secondo la morale umana pur senza arrivare a conoscere Cristo.
La figura di Gerardo Sereni si inserisce in modo originale non solo nella forma dottrinale dell'insegnamento teologico scolastico dell'epoca, ma altresì nella teologia del Vaticano II che ha proclamato Cristo Luce delle genti ed ha indicato in Cristo, uomo e fratello di tutti, la via della salvezza anche di quelli che non lo conoscono esplicitamente.